# Cavallotto

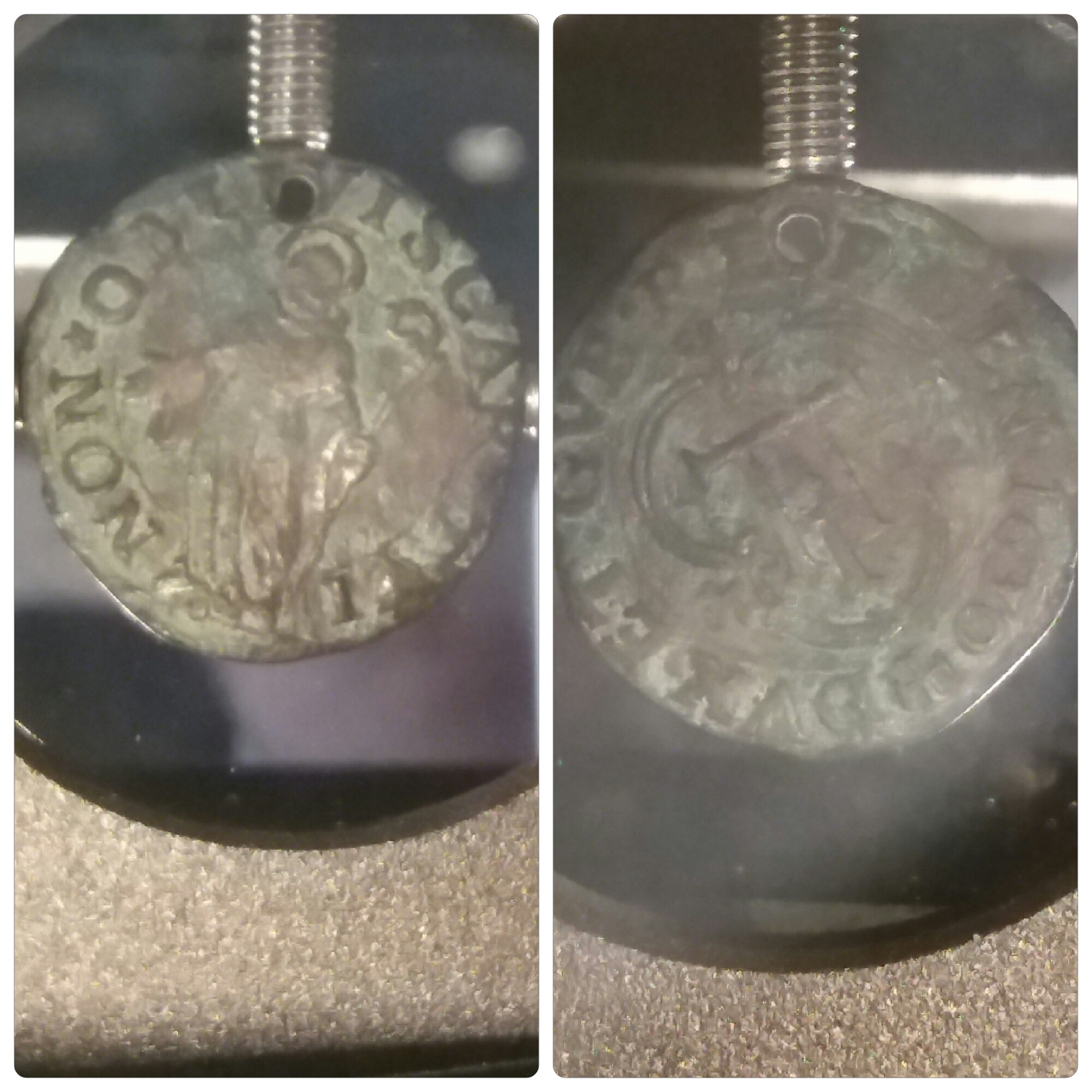
Cavallotto in argento del 1630 conservato presso Palazzo Tursi di Genova

Il cavallotto era una moneta diffusa nell'Italia settentrionale e centrale in argento od in lega.
Il conio venne effettuato limitatamente nello spazio di tempo tra il XV ed il XVI secolo, nella moneta vi era impressa la figura di un principe oppure di un santo a cavallo, come San Maurizio, San Secondo o San Martino.